# Grabowo (wieś w powiecie iławskim)
Grabowo (niem. Grabau) – wieś w Polsce położona w województwie warmińsko-mazurskim, w powiecie iławskim, w gminie Lubawa, 8 km na północny wschód od Lubawy, w ziemi lubawskiej. Zajmuje powierzchnię 12,42 km².
Pierwsze informacje na temat Grabowa (pierwotna nazwa Grabaw) pochodzą z roku 1346 i dotyczą przekazania ziemi we wsi dwom Prusom przez biskupa chełmińskiego Ottona. Za czasów Korony Polskiej wieś stanowiła część dóbr diecezji chełmińskiej, a administracyjnie przynależała do województwa chełmińskiego.
W okresie międzywojennym stacjonowała tu placówka Straży Celnej „Grabowo”. 17 lutego 1927 roku została założona tu Ochotnicza Straż Pożarna. Skupiała wówczas 23 czynnych członków. Do pierwszego składu zarządu należeli: Jan Jarzembek – prezes, Bernard Kasprowicz – naczelnik, Jan Żuralski – z-ca naczelnika, Michał Zieliński – sekretarz, Franciszek Ankiewicz – skarbnik i gospodarz.
Szkoła została założona w XVIII w., obecnie we wsi funkcjonuje szkoła podstawowa i gimnazjum w budynku na pograniczu Grabowa i Wałdyk. Został on oddany do użytku w roku 1990. Za budynkiem znajdują się boiska do piłki nożnej, piłki ręcznej, koszykówki i siatkówki plażowej.
Od 26 listopada 1906 r. do 21 stycznia 1907 r. w miejscowej szkole elementarnej odbył się strajk części dzieci przeciwko nauczaniu religii w języku niemieckim. Z uczestników strajku znane są nazwiska następujących dzieci: M. Kołecka, K. Radzymińska. Strajk był elementem znacznie większej akcji biernego oporu wobec pruskich władz szkolnych, która na przełomie 1906 i 1907 r. objęła ponad 460 (!) szkół w prowincji Prusy Zachodnie, czyli przedrozbiorowe Pomorze Gdańskie, Powiśle, ziemię chełmińską i ziemię lubawską oraz część Krajny. Inspiracją dla strajków pomorskich były wcześniejsze działania dzieci w prowincji wielkopolskiej, ze słynnym strajkiem we Wrześni (1901) na czele.
W latach 1975–1998 miejscowość administracyjnie należała do województwa olsztyńskiego.
Najcenniejszym zabytkiem Grabowa jest wzniesiony w latach 1803–1814 klasycystyczny kościół parafialny. Zbudowany według projektu Hilarego Szpilowskiego, kilkakrotnie restaurowany w okresie od 1888 do 1938 r. Murowany z cegły na podmurówce z kamieni polnych, otynkowany. Wzniesiony na rzucie prostokąta z zaakcentowaną częścią fasadową, schodkowym szczytem i trójkątnym naczółkiem. Kościół otoczony murem przykrytym dachówką, bramy wejściowe zaakcentowane filarkami, brama główna zwieńczona późnobarokowymi rzeźbami kamiennymi Maryi i św. Jana Nepomucena. W rogach muru cztery kaplice przykryte kopułkami. Na terenie przykościelnym wolnostojąca drewniana dzwonnica z początku XX w., a w niej dwa późnogotyckie dzwony z początku XVI w. (jeden ze sceną Ukrzyżowania i datą 1517).

Zespół kościoła Wniebowzięcia NMP
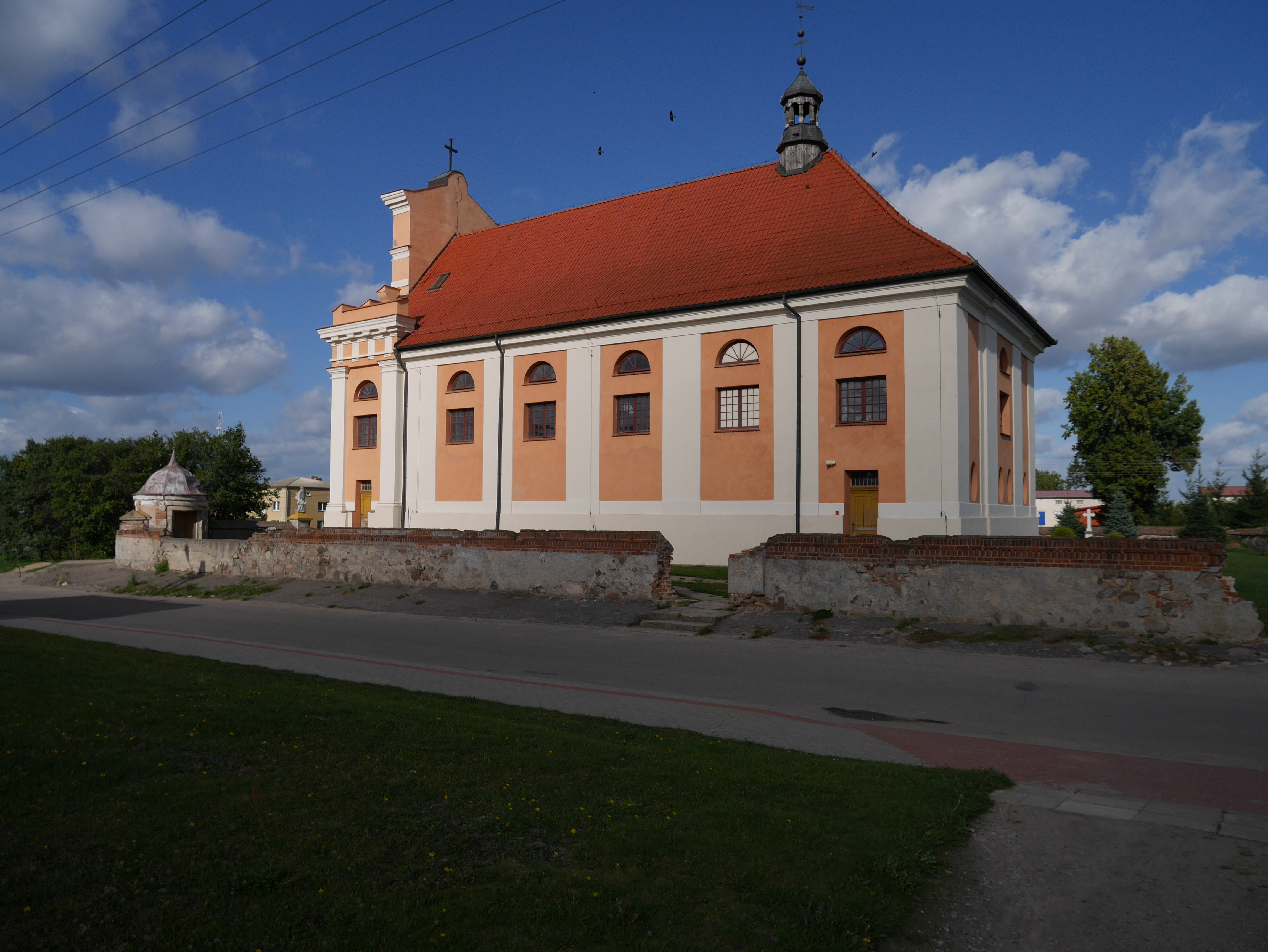
Kościół
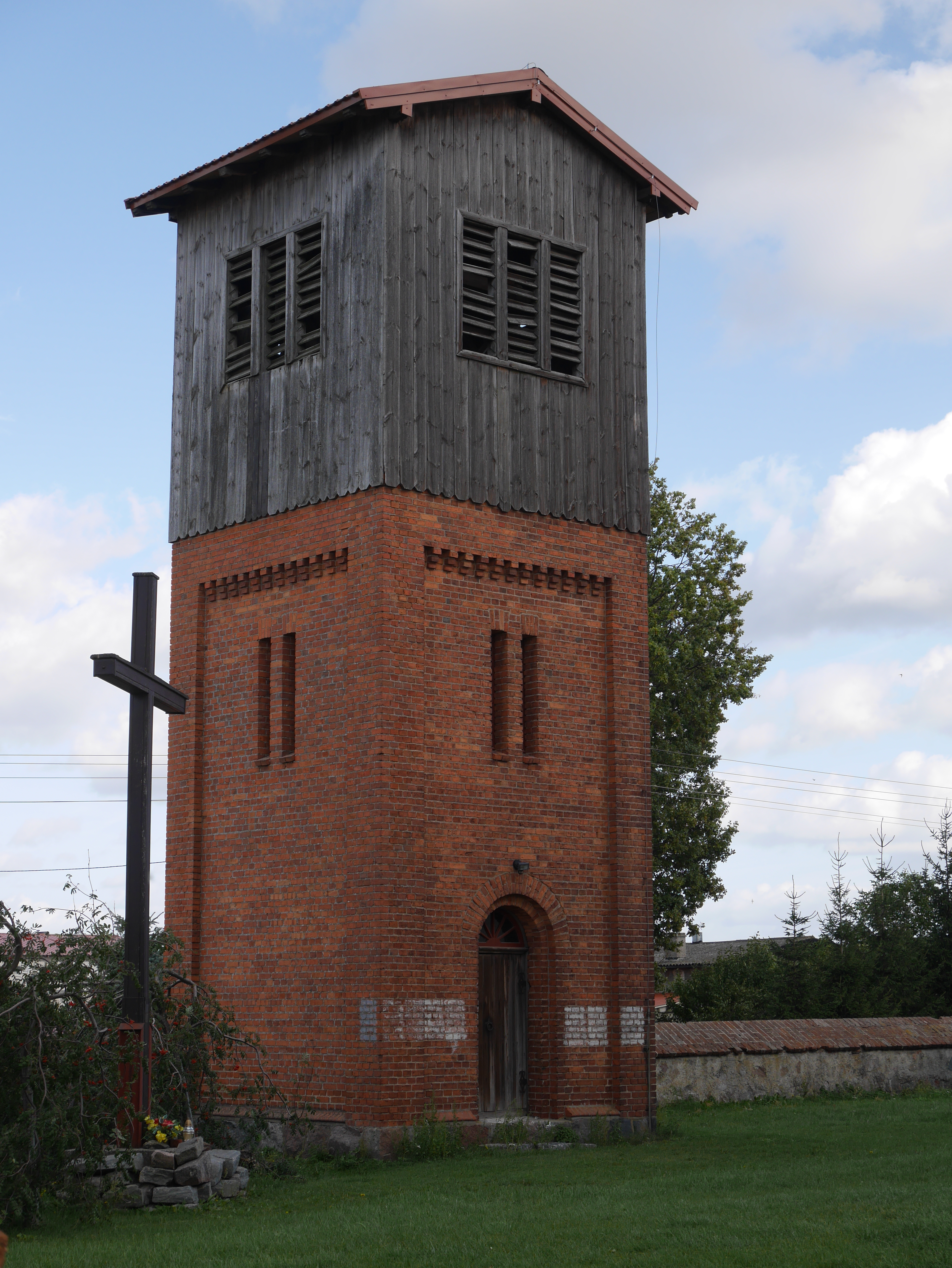
Dzwonnica
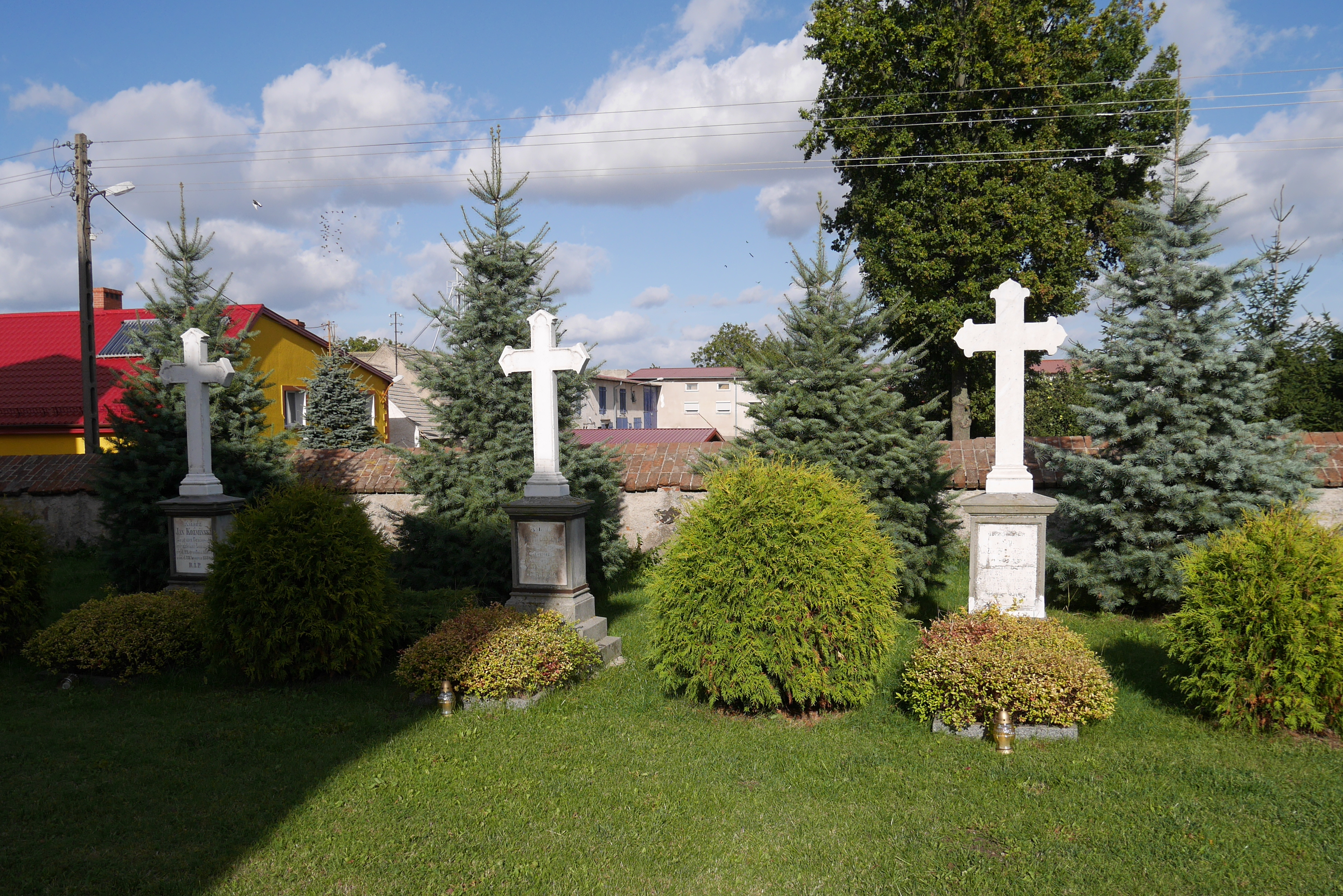
Cmentarz przykościelny
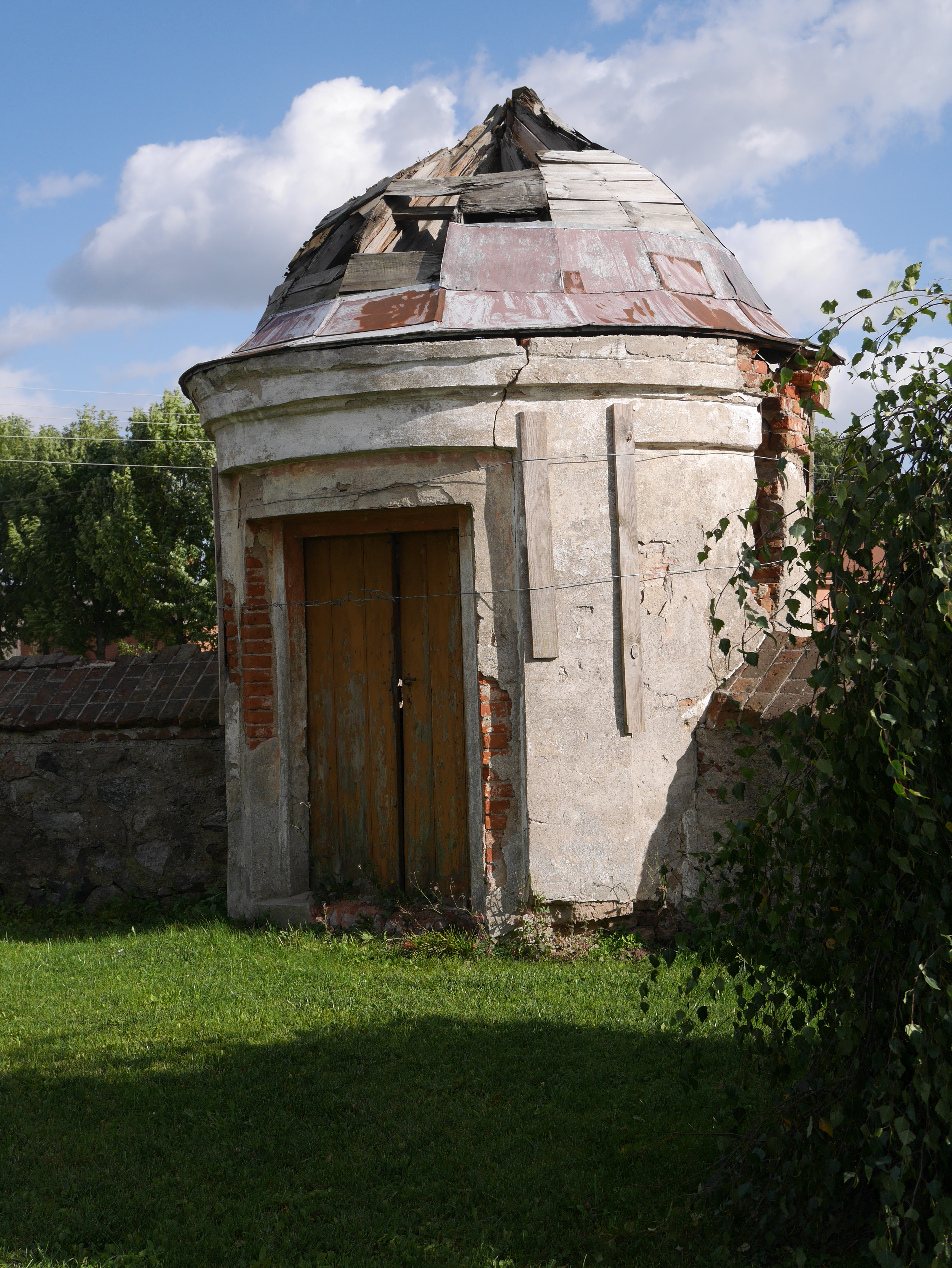
Jedna z kapliczek

Wystrój kościoła w przewadze XVII- i XVIII-wieczny. Ołtarz główny niejednorodny, zestawiony z elementów XVIII-wiecznych i późniejszych, z repliką obrazu Guido Reniego przedstawiającego Wniebowzięcie Najświętszej Maryi Panny, za nim znajduje się obraz Matki Boskiej Śnieżnej z końca XVII w., pierwotnie w srebrnej sukience z epoki. Cennymi przykładami rzemiosła artystycznego są dwa XIV-wieczne lichtarze gotyckie ze stylizowanymi figurkami lwów na stopie oraz późnogotycki świecznik wiszący z początku XVI w. Na uwagę zasługuje też monstrancja o rozbudowanym programie ikonograficznym, fundowana przez Tomasza Jana Szulc – Prątnickiego, wykonana w 1697 r. przez Jakuba Weintrauba z Torunia.
W nocy z 1 na 2 listopada 1999 r. miał miejsce pożar kościoła, w wyniku którego spłonął dach, sufit, uszkodzeniu uległy obrazy w górnej części ołtarza. Spłonęły również organy o zewnętrznej oprawie neoklasycystycznej i współczesnym jej wyposażeniu (ok. 1900 r.), zbud. Schlag u Söhne, Schweidnitz (Świdnica). W roku 2010 zostały zakończone prace remontowe przy budynku polegające między innymi na wzmocnieniu ścian, nałożeniu nowych tynków i malowaniu. Odnowa elewacji została sfinansowana z Europejskiego Programu Rozwoju Wsi na lata 2007–2013 oraz ze środków własnych parafii. Obecnie renowacji wymaga jeszcze ogrodzenie przykościelne wraz z czterema kapliczkami.
Do zabytków Grabowa należy także plebania, organistówka oraz kapliczka przydrożna.